# Station Welle
Station Welle is een spoorweghalte langs de Belgische spoorlijn 89 (Denderleeuw - Kortrijk) in Welle, een deelgemeente van Denderleeuw.
Omdat Welle steeds 'slechts' een stopplaats geweest is (zie ook het gebrek aan telegrafische code) heeft het nooit een stationsgebouw gehad. Wel heeft er vlak bij het station geruime tijd een wachtershuisje gestaan, maar toen de elektrische slagboom haar intrede deed is het verdwenen. Sinds 1994 wordt het station ook niet meer in het weekend bediend.
In 2010 werden de perrons vernieuwd en op de nieuwe standaardhoogte gebracht. Dit ging gepaard met een investering van 700.000 euro. In 2011 stond station Welle echter op de lijst 'mogelijk te sluiten stopplaatsen' omdat er minder dan 70 reizigers per dag van gebruikmaken.
Vanaf 13 december 2020 stoppen er ook treinen in het weekend in het station van Welle.

## Galerij

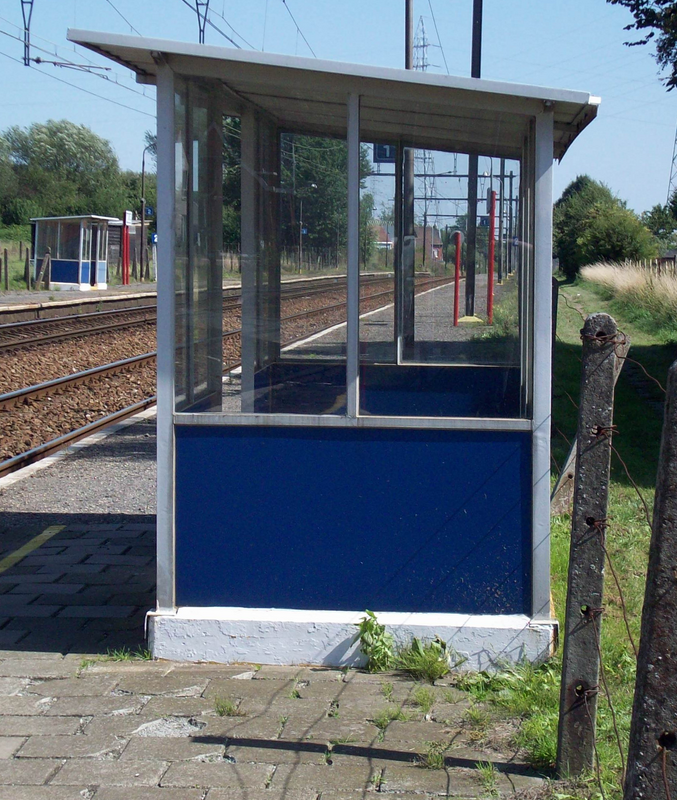
Schuilhuisje van het type "Isobelec"
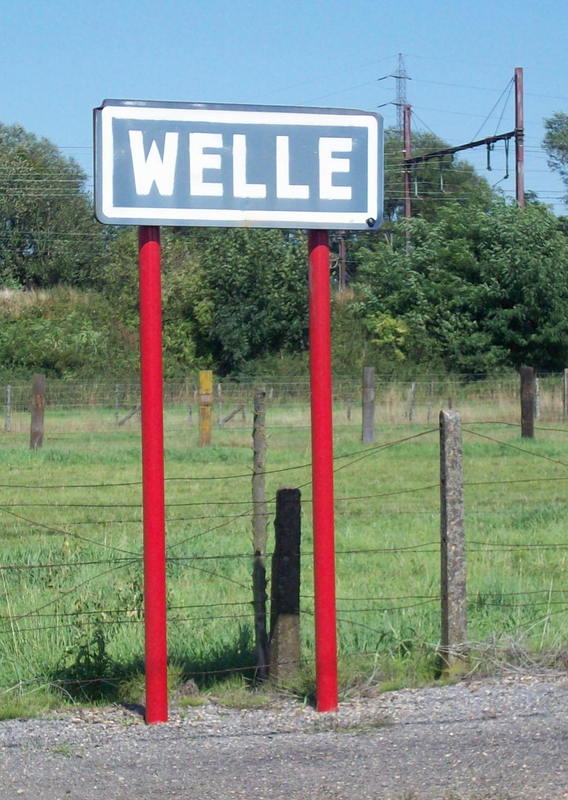
Plaatsnaambord
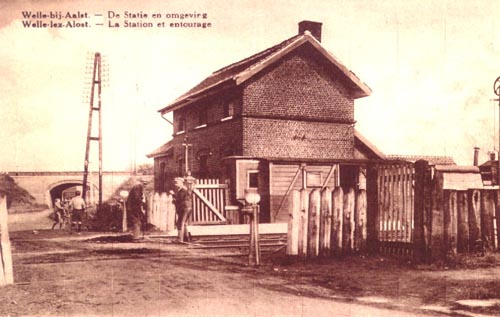
Oude postkaart van de stationsomgeving (met prominent weergegeven: de wachterswoning)

## Treindienst
| Serie | Treinsoort | Route                                                                              | Bijzonderheden |
| ----- | ---------- | ---------------------------------------------------------------------------------- | --- |
| S 3   | GEN (NMBS) | [ Denderleeuw – ] Geraardsbergen – Brussel-Zuid – [ Dendermonde ] / [ Schaarbeek ] | Rijdt tijdens de spits vanaf/naar Denderleeuw. Tijdens de spits extra ritten Geraardsbergen-Schaarbeek. Rijdt tijdens het weekend Denderleeuw-Brusssel-Noord.      |
| S 8   | GEN (NMBS) | Zottegem – Welle – Brussel-Zuid – Brussel-Schuman – Ottignies – Louvain-la-Neuve   | Rit naar Zottegem rijdt niet in het weekend. Een rit rijdt dagelijks tussen Brussel-Zuid - Ottignies. Een rit rijdt dagelijks tussen Ottignies - Louvain-la-Neuve. |

## Reizigerstellingen
De grafiek en tabel geven het gemiddeld aantal instappende reizigers weer op een week-, zater- en zondag.
| Tabel: aantal instappende reizigers station Welle | Tabel: aantal instappende reizigers station Welle | Tabel: aantal instappende reizigers station Welle | Tabel: aantal instappende reizigers station Welle |
|                                                   | Weekdag                                           | Zaterdag                                          | Zondag                                            |
| ------------------------------------------------- | ------------------------------------------------- | ------------------------------------------------- | ------------------------------------------------- |
| 1977                                              | 318                                               | 36                                                | 37                                                |
| 1978                                              | 350                                               | 10                                                | 40                                                |
| 1979                                              | 351                                               | 21                                                | 11                                                |
| 1980                                              | 309                                               | 17                                                | 22                                                |
| 1981                                              | 303                                               | 12                                                | 16                                                |
| 1982                                              | 283                                               | 34                                                | 13                                                |
| 1983                                              | 202                                               | 16                                                | 18                                                |
| 1984                                              | 278                                               | 18                                                | 13                                                |
| 1985                                              | 169                                               | 13                                                | 14                                                |
| 1986                                              | 138                                               | 23                                                | 13                                                |
| 1987                                              | 210                                               | 8                                                 | 20                                                |
| 1988                                              | 172                                               | 11                                                | 12                                                |
| 1989                                              | 141                                               | 5                                                 | 6                                                 |
| 1990                                              | 134                                               | 12                                                | 4                                                 |
| 1991                                              | 128                                               | 6                                                 | 5                                                 |
| 1992                                              | 132                                               | 12                                                | 9                                                 |
| 1993                                              | 133                                               | 8                                                 | 5                                                 |
| 1994                                              | 135                                               | -                                                 | -                                                 |
| 1995                                              | 82                                                | -                                                 | -                                                 |
| 1996                                              | 123                                               | -                                                 | -                                                 |
| 1997                                              | 84                                                | -                                                 | -                                                 |
| 1998                                              | 102                                               | -                                                 | -                                                 |
| 1999                                              | 80                                                | -                                                 | -                                                 |
| 2000                                              | 86                                                | -                                                 | -                                                 |
| 2001                                              | 67                                                | -                                                 | -                                                 |
| 2002                                              | 79                                                | -                                                 | -                                                 |
| 2003                                              | 69                                                | -                                                 | -                                                 |
| 2004                                              | 67                                                | -                                                 | -                                                 |
| 2005                                              | 144                                               | -                                                 | -                                                 |
| 2006                                              | 72                                                | -                                                 | -                                                 |
| 2007                                              | 81                                                | -                                                 | -                                                 |
| 2008                                              | -                                                 | -                                                 | -                                                 |
| 2009                                              | 63                                                | -                                                 | -                                                 |
| 2010                                              | -                                                 | -                                                 | -                                                 |
| 2011                                              | -                                                 | -                                                 | -                                                 |
| 2012                                              | 97                                                | -                                                 | -                                                 |
| 2013                                              | 94                                                | -                                                 | -                                                 |
| 2014                                              | 81                                                | -                                                 | -                                                 |
| 2015                                              | 128                                               | -                                                 | -                                                 |
| 2016                                              | 168                                               | -                                                 | -                                                 |
| 2017                                              | 149                                               | -                                                 | -                                                 |
| 2018                                              | 194                                               | -                                                 | -                                                 |
| 2019                                              | 128                                               | -                                                 | -                                                 |
| 2020                                              | 97                                                | -                                                 | -                                                 |
| 2021                                              | -                                                 | -                                                 | -                                                 |
| 2022                                              | 308                                               | 148                                               | 139                                               |
| 2023                                              | 467                                               | 82                                                | 71                                                |
| 2024                                              | 359                                               | 157                                               | 105                                               |

0,0: Denderleeuw ·
2,1: Welle ·
3,9: Haaltert ·
6,5: Ede ·
11,2: Burst ·
13,0: Terhagen ·
14,3: Herzele ·
16,0: Hillegem ·
17,6: Leeuwergem ·
20,2: Zottegem ·
25,8: Roborst ·
27,5: Munkzwalm ·
30,0: Sint-Denijs-Boekel ·
32,5: Welden ·
34,7: Ename ·
37,5: Oudenaarde ·
41,0: Petegem ·
43,2: Elsegem ·
45,7: Anzegem ·
49,1: Sterhoek ·
53,8: Vichte ·
56,6: Deerlijk ·
59,8: Stasegem ·
63,3: Kortrijk